# Boudewijn II van Lannoy
Boudewijn II van Lannoy (1440 – 7 mei 1501) was een edelman in de Bourgondische Nederlanden.
Boudewijn was de zoon van Boudewijn I van Lannoy, bijgenaamd de Stotteraar (le Bègue), die hij opvolgde als Heer van Molenbaix na diens dood in 1474. Hij was raadgever, kamerheer en premier maître d'hôtel aan het Bourgondische hof en een tijdlang gouverneur van Zutphen. In 1481 werd hij ridder in de Orde van het Gulden Vlies, waarvan zijn vader een van de stichtende leden was geweest. Hij was gehuwd met Michelle d'Esne en werd opgevolgd door zijn zoon Filips.